# الرعاية الصحية في الهند

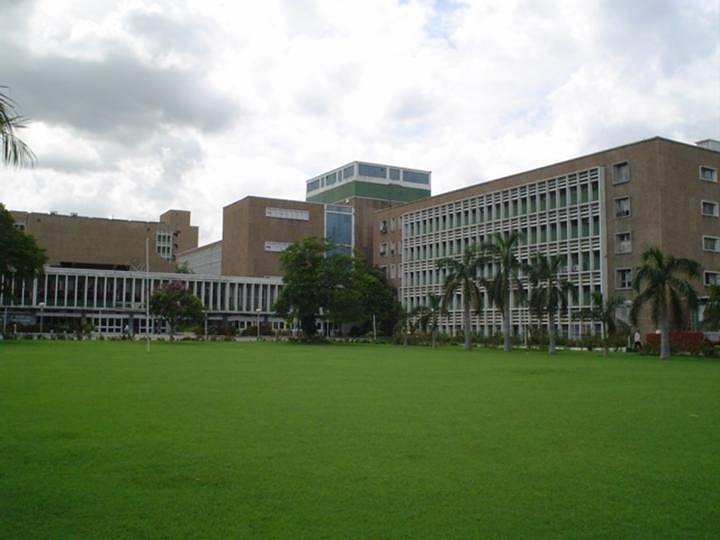
مؤسسة العلوم الطبية لعموم الهند

يجعل الدستور الهندي توفير الرعاية الصحية في الهند مسؤولية حكومات الولايات، بدلًا من الحكومة الفيدرالية المركزية. فهو يجعل كل ولاية مسؤولة عن «تحسين مستوى التغذية ورفع مستوى المعيشة وتحسين الصحة العامة لشعبها من بين واجباتها الأساسية».
أُقرت السياسة الصحية الوطنية من قبل برلمان الهند في عام 1983 وحدثت في عام 2002، ثم حدثت مرة أخرى في عام 2017. تشير التحديثات الأربعة الرئيسية الأخيرة في عام 2017 إلى الحاجة إلى التركيز على العبء المتزايد للأمراض غير السارية، على ظهور مجال صناعة الرعاية الصحية القوي، وعلى تزايد حالات الإنفاق غير المستدام بسبب تكاليف الرعاية الصحية وزيادة النمو الاقتصادي ما يتيح تعزيز السعة المالية. لكن من الناحية العملية، يعد قطاع الرعاية الصحية الخاص مسؤولًا عن غالبية الرعاية الصحية في الهند، وتُدفع معظم نفقات الرعاية الصحية مباشرةً من قبل المرضى وأسرهم، بدلاً من تغطيتها من قبل التأمين الصحي. شجعت السياسة الصحية الحكومية إلى حد كبير على توسيع القطاع الخاص بالاقتران مع برامج الصحة العامة جيدة التصميم ولكن محدودة.
أُطلق مشروع التأمين الصحي الممول من الحكومة في عام 2018 من قبل حكومة الهند، وسُمي أيوشمان بهارات.
وفقًا للبنك الدولي، بلغ إجمالي الإنفاق على الرعاية الصحية كنسبة من الناتج المحلي الإجمالي في عام 2015 نحو 3.89%. من أصل 3.89%، بلغ الإنفاق الصحي الحكومي كنسبة من الناتج المحلي الإجمالي 1% فقط، وبلغ الإنفاق الفعلي كنسبة من الإنفاق الصحي الحالي 65.06% في عام 2015.

## نظام الرعاية الصحية

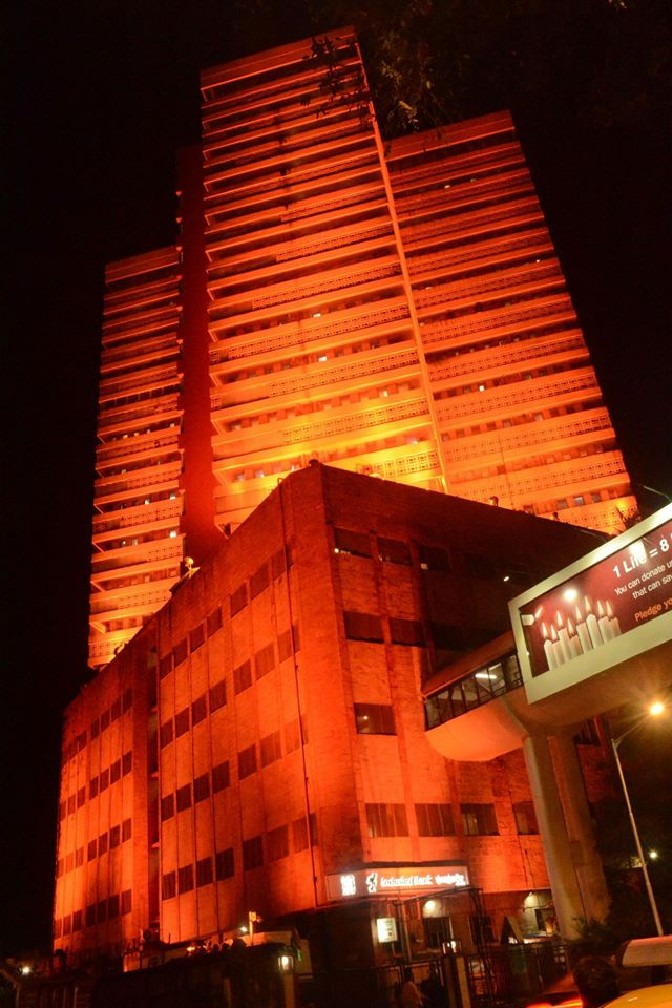
مستشفى هيندوجا في محيم، مومباي: جزء من نظام الرعاية الصحية في الهند

### الرعاية الصحية العامة
الرعاية الصحية العامة مجانية ومدعومة من قبل الحكومة لمن هم تحت خط الفقر. يغطي قطاع الصحة العامة الهندي 18% من إجمالي رعاية المرضى الخارجيين و44% من إجمالي رعاية المرضى الداخليين. يميل أفراد الطبقة المتوسطة والعليا الذين يعيشون في الهند إلى استخدام خدمات الرعاية الصحية العامة بتواتر أقل من ذوي المستوى المعيشي المنخفض. بالإضافة إلى ذلك، تستخدم النساء وكبار السن الخدمات العامة بشكل أكبر. طُور نظام الرعاية الصحية العامة في الأصل من أجل توفير وسيلة للوصول إلى الرعاية الصحية بغض النظر عن الحالة أو الطبقة الاجتماعية والاقتصادية. ومع ذلك، يختلف الاعتماد على قطاعات الرعاية الصحية العامة والخاصة بشكل كبير بين الدول. ذُكرت عدة أسباب للاعتماد على القطاع الخاص بدلاً من القطاع العام؛ السبب الرئيسي على المستوى الوطني هو سوء جودة الرعاية في القطاع العام، إذ أشارت أكثر من 57% من الأسر إلى ذلك كسبب لتفضيل الرعاية الصحية الخاصة. يلبي جزء كبير من قطاع الرعاية الصحية العامة حاجة المناطق الريفية، وتنشأ الجودة الرديئة عن إحجام مقدمي الرعاية الصحية ذوي الخبرة عن زيارة المناطق الريفية. بالتالي، تعتمد غالبية نظم الرعاية الصحية العامة التي تخدم المناطق الريفية والنائية على متدربين عديمي الخبرة وغير محفزين مكلفين بقضاء بعض الوقت في عيادات الرعاية الصحية العامة كجزء من متطلبات المناهج الدراسية. تشمل الأسباب الرئيسية الأخرى المسافات الطويلة بين المستشفيات العامة والمناطق السكنية، وأوقات الانتظار الطويلة، وساعات العمل غير الملائمة.
تُقسم المجالات المختلفة المتعلقة بالرعاية الصحية العامة بين أنظمة الدولة والحكومة الوطنية من حيث اتخاذ القرارات، إذ تعالج الحكومة الوطنية قضايا الرعاية الصحية المطبقة على نطاق واسع مثل الرعاية الأسرية الشاملة والوقاية من الأمراض الرئيسية، بينما تتعامل حكومات الولايات مع جوانب مثل المستشفيات المحلية والصحة العامة والترويج والصرف الصحي، والتي تختلف من دولة إلى أخرى بناءً على المجتمعات المعنية. يحدث تعاون بين الدولة والحكومات الوطنية في قضايا الرعاية الصحية التي تتطلب موارد على نطاق أوسع أو تشكل مصدر قلق للبلد ككل.
بالنظر إلى الهدف المتمثل في الحصول على رعاية صحية شاملة كجزء من أهداف التنمية المستدامة، يطلب العلماء من واضعي السياسات الإقرار بشكل الرعاية الصحية الذي يستخدمه الكثيرون. يقول العلماء أن الحكومة تتحمل مسؤولية توفير الخدمات الصحية بأسعار معقولة وكافية وجديدة ومقبولة لمواطنيها. الرعاية الصحية العامة ضرورية للغاية، خاصةً عند النظر في التكاليف التي تتكبدها الخدمات الخاصة. يعتمد العديد من المواطنين على الرعاية الصحية المدعومة من قبل الدولة. ويقول العلماء أن الميزانية الوطنية يجب أن تخصص الأموال لقطاع الصحة العامة لضمان عدم ترك الفقراء لضغوط تلبية تكاليف القطاع الخاص.
بعد انتخابات عام 2014 التي جلبت رئيس الوزراء ناريندرا مودي إلى السلطة، كشفت الحكومة عن خطط لنظام رعاية صحية شامل على الصعيد الوطني يعرف باسم البعثة الوطنية لضمان الصحة، والتي توفر لجميع المواطنين الأدوية المجانية والعلاجات التشخيصية والتأمين ضد الأمراض الخطيرة. في عام 2015، تأخر تنفيذ نظام الرعاية الصحية الشاملة بسبب مخاوف في الميزانية. في أبريل عام 2018، أعلنت الحكومة مخطط أيوشمان بهارات الذي يهدف إلى تغطية ما يصل إلى 500000 روبية لدعم 100000000 أسرة محتاجة (نحو 500000000 شخص – 40% من سكان البلاد). يكلف هذا نحو 1.7 مليار دولار سنويًا. سيوفر عندها القطاع الخاص جزءًا فقط من الخدمات الصحية.

### الرعاية الصحية الخاصة
منذ عام 2005، ازدادت استطاعة الرعاية الصحية ضمن القطاع الخاص، أو ضمن شراكة مع القطاع الخاص. يتكون القطاع الخاص من 85% من المستشفيات في البلاد و29% من الأسرّة في المستشفيات و81% من الأطباء.
وفقًا للمسح الصحي الأسري الوطني-3، يبقى القطاع الطبي الخاص المصدر الأساسي للرعاية الصحية لـ 70% من الأسر في المناطق الحضرية و63% من الأسر في المناطق الريفية. أشارت الدراسة التي أجراها معهد آي إم إس للمعلوماتية الصحية في عام 2013، عبر 12 ولاية وأكثر من 14000 أسرة، إلى زيادة مطردة في استخدام مرافق الرعاية الصحية الخاصة على مدى السنوات الـ 25 الماضية لكل من خدمات المرضى الخارجيين والداخليين، عبر المناطق الريفية والحضرية. من حيث جودة الرعاية الصحية في القطاع الخاص، أشارت دراسة عام 2012 أجراها سانجاي باسو وآخرون، ونُشرت في مجلة بلوس ميديسين، إلى أن مقدمي الرعاية الصحية في القطاع الخاص كانوا أكثر ميلًا لقضاء فترة أطول مع مرضاهم وإجراء فحوصات بدنية كجزء من الزيارة مقارنةً بالعاملين في مجال الرعاية الصحية العامة. مع ذلك، دفع ارتفاع التكلفة الفعلية لقطاع الرعاية الصحية الخاصة العديد من الأسر إلى تحمل نفقات صحية كارثية، والتي يمكن تعريفها على أنها نفقات صحية تهدد قدرة الأسرة على الحفاظ على مستوى المعيشة الأساسي. تزداد تكاليف القطاع الخاص بشكل مستمر. وجدت إحدى الدراسات أن أكثر من 35% من الأسر الهندية الفقيرة تتحمل مثل هذه النفقات وهذا يعكس الوضع السيئ الذي يحيط بنظام الرعاية الصحية الهندي في الوقت الحالي. مع انخفاض الإنفاق الحكومي على الصحة كنسبة مئوية من الناتج المحلي الإجمالي على مر السنين وبروز قطاع الرعاية الصحية الخاص، تناقصت خيارات الفقراء أكثر من ذي قبل للحصول على خدمات الرعاية الصحية. التأمين الخاص متاح في الهند، وهو مختلف عن خطط التأمين الصحي التي ترعاها الحكومة. وفقًا للبنك الدولي، كان نحو 25% من سكان الهند يملكون أحد أشكال التأمين الصحي في عام 2010. وجدت دراسة أجرتها الحكومة الهندية عام 2014 أن هذا التقدير مبالغ فيه، وادعت أن نحو 17% فقط من سكان الهند يملكون تأمينًا صحيًا.